# Aeroportul Internațional Greater Natal
Aeroportul Internațional Greater Natal (IATA: NAT, ICAO: SBSG) este un aeroport din São Gonçalo do Amarante⁠(d), Rio Grande do Norte, Brazilia ce deservește zona Natal. Aeroportul a fost tranzitat în 2022 de 2.300.069 de pasageri. A fost deschis în 31 mai 2014 și numit după zona deservită.
Situat la o altitudine de 83 m, aeroportul dispune de 1 pistă. Este operat de Q9856558⁠(d).

## Infrastructură

### Piste
Aeroportul dispune de o singură pistă. Pista 12/30 are suprafața de asfalt și dimensiunile 3.000 m × 60 m. 